# 舒米納
49°30′28″N 22°56′7″E / 49.50778°N 22.93528°E
舒米納（烏克蘭語：Шумина），是烏克蘭西部的村莊，隸屬利維夫州的桑比爾區。該村面積0.3平方公里，海拔高度365米，2001年人口203，人口密度每平方公里676.67人。